# T's BEST
『T's BEST』（ティーズ ベスト）は、岡村孝子の「T's BEST season 1」と「T's BEST season 2」2枚のベスト・アルバム。
2021年9月8日に、2枚同時発売された。

## 解説
岡村孝子ソロデビュー35周年を記念して発売されたベスト・アルバム。
season 1は、ファンハウス在籍時の楽曲、season 2は、ワーナー/ヤマハ在籍時の楽曲を収録している。
それぞれにBlu-ray付初回限定盤が発売されている。

## 収録曲 (T's BEST season 1)

### Disc 1
1. 心の草原
  - 13枚目のシングル
2. 終わらない夏
  - 6枚目のアルバム『Kiss 〜à côté de la mer〜』に収録
3. 夏の日の午後
  - 4枚目のシングル
4. Kiss
  - 13枚目のシングルのC/W曲
5. あなたと生きた季節
  - 4枚目のアルバム『SOLEIL』に収録
6. 夢をあきらめないで
  - 5枚目のシングル
7. リベルテ
  - 3枚目のアルバム『liberté』に収録
8. 電車
  - 3枚目のアルバム『liberté』に収録
9. 風は海から
  - 1枚目のシングル
10. ピエロ
  - 1枚目のアルバム『夢の樹』に収録
11. はぐれそうな天使
  - 3枚目のシングル、来生たかおのカバー
12. 今日も眠れない
  - 2枚目のシングル
13. 美辞麗句
  - 4枚目のシングルのC/W曲
14. Baby, Baby
  - 2枚目のアルバム『私の中の微風』に収録
15. 愛がほしい
  - 12枚目のシングルのC/W曲

### Disc 2
1. 虹を追いかけて
  - 5枚目のアルバム『Eau Du Ciel (天の水)』に収録
2. 長い時間
  - 5枚目のアルバム『Eau Du Ciel (天の水)』に収録
3. Believe
  - 8枚目のシングル
4. TODAY
  - 9枚目のシングル
5. 白い夏
  - 4枚目のアルバム『SOLEIL』に収録
6. 秋の日の夕暮れ
  - 3枚目のアルバム『liberté』に収録
7. ポプラ
  - 7枚目のアルバム『Chou-fleur』に収録
8. Good-Day 〜思い出に変わるならば〜
  - 14枚目のシングル
9. ミストラル 〜季節風〜
  - 15枚目のシングル
10. 無敵のキャリア・ガール
  - 18枚目のシングル
11. 笑顔にはかなわない
  - 16枚目のシングル
12. 明日への道
  - 22枚目のシングル『Naturally』に収録
13. 山あり 谷あり
  - 20枚目のシングル
14. 夢の途中
  - 19枚目のシングルのC/W曲
15. 星空はいつも
  - 9枚目のアルバム『満天の星』に収録

### Disc 3
Blu-ray disc
1. Believe（EncoreⅡより）
2. あなたと生きた季節（EncoreⅡより）
3. 輝き（1990年 コニファーフォレスト野外ライブ）※初商品化
4. 笑顔にはかなわない（1992年 日本武道館ライブ）※初商品化
5. クリスマスの夜（1992年 日本武道館ライブ）※初商品化
6. 美辞麗句（Noëlより）
7. 心の草原（Music Video）
8. リベルテ（EncoreⅤより）
9. 夏の日の午後（EncoreⅤより）
10. 夢をあきらめないで（EncoreⅤより）
11. ピエロ（2003年 渋谷公会堂ライブ）
12. 虹を追いかけて（EncoreⅤより）
13. おかえり（Music Video）
14. 夢をあきらめないで（1987年 新宿厚生年金会館ライブ）※初商品化

## 収録曲 (T's BEST season 2)

### Disc 1
1. 明日の幸せ (Version 2000)
  - 25枚目のシングルのアルバム・バージョン (アルバム『Reborn 』収録バージョン)
2. 永遠の木もれ陽
  - 26枚目のシングル
3. 愛という名の翼
  - 24枚目のシングルのC/W曲
4. Time and again
  - 27枚目のシングル
5. Winter Story
  - 23枚目のシングル
6. 天晴な青空
  - 28枚目のシングル
7. Heaven knows
  - 13枚目のアルバム『TEAR DROPS』に収録
8. クリスマスの夜 〜2003 Version〜
  - シングル『クリスマスの夜』の2003年バージョン。アルバム『TEAR DROPS』に収録
9. 祈り
  - 14枚目のアルバム『Sanctuary』に収録
10. 涙のしずく
  - 13枚目のアルバム『TEAR DROPS』に収録
11. 一日
  - 14枚目のアルバム『Sanctuary』に収録
12. 四つ葉のクローバー
  - 15枚目のアルバム『四つ葉のクローバー』に収録
13. forever
  - 33枚目のシングルのC/W曲
14. IDENTITY
  - 33枚目のシングル
15. 世界中メリークリスマス (After Tone VI ver.)
  - 6枚目のリミックス・アルバム『After Tone VI』に収録

### Disc 2
1. 一期一会 〜ようこそ、私の庭へ〜
  - 16枚目のアルバム『勇気』に収録
2. ずっと
  - 16枚目のアルバム『勇気』に収録
3. 勇気 〜courage〜
  - 16枚目のアルバム『勇気』に収録
4. あなたにめぐりあう旅
  - 17枚目のアルバム『NO RAIN, NO RAINBOW』に収録
5. NO RAIN, NO RAINBOW
  - 17枚目のアルバム『NO RAIN, NO RAINBOW』に収録
6. 大切な人
  - 17枚目のアルバム『NO RAIN, NO RAINBOW』に収録
7. ふるさとにて
  - 17枚目のアルバム『NO RAIN, NO RAINBOW』に収録
8. 君がいたあの夏
  - 18枚目のアルバム『fierte』に収録
9. まっさらな朝
  - 18枚目のアルバム『fierte』に収録
10. 永遠の灯 (ともしび) 2019
  - 18枚目のアルバム『fierte』に収録
11. と・も・に
  - 18枚目のアルバム『fierte』に収録
12. 金色の陽ざし
  - 18枚目のアルバム『fierte』に収録
13. 女神の微笑み
  - 新曲
14. 待つわ
  - あみんの1枚目のシングル。ボーナストラック。
15. 潮の香りの中で
  - あみんの1枚目のアルバム『P.S. あなたへ…』に収録。ボーナス・トラック。
16. 未知標
  - あみんの1枚目のシングルのカップリング。ボーナス・トラック。

### Disc 3
Blu-ray disc
1. 女神の微笑み（Music Video）※初商品化
2. 女神の微笑み（behind the scene）
3. 君がいたあの夏（Music Video）※初商品化
4. と・も・に（Music Video）※初商品化
5. fierte（Album Trailer）※初商品化
6. 大切な人（Music Video）
7. NO RAIN, NO RAINBOW（Encore Ⅶより）
8. ずっと（Encore Ⅶより）
9. 愛という名の翼（Encore Ⅶより）
10. 天使たちの時（Encore Ⅶより）
11. Winter Story（Music Video）
12. 永遠の木もれ陽（Music Video）
13. Time and again（Music Video）